# Coesfeld-Daruper Höhen
Die Coesfeld-Daruper Höhen sind ein bis 166 m hoher Höhenzug im münsterländischen Kreis Coesfeld, Nordrhein-Westfalen, östlich der Kreisstadt Coesfeld. Sie stellen einen Südwest-Ausläufer der Baumberge dar und liegen naturräumlich im Westen des Kernmünsterlandes, an der Nahtstelle zum Westmünsterland.

## Naturräumliche Zuordnung
Die Coesfeld-Daruper Höhen werden naturräumlich im Handbuch der naturräumlichen Gliederung Deutschlands wie folgt zugeordnet:
- (zu 54 Westfälische Bucht)
  - (zu 541 Kernmünsterland)
    - (zu 541.0 Burgsteinfurter Land)
      - 541.07 Coesfeld-Daruper Höhen

## Lage und Grenzen
Die Coesfeld-Daruper Höhen werden durch die Orte Coesfeld im Westen, Billerbeck im Nordosten, Nottuln im äußersten Osten nebst Ortsteil Darup im Südosten und Dülmen-Rorup im Süden begrenzt. Die Nordostgrenze zu den Baumbergen verläuft in etwa entlang der Landesstraße von Nottuln nach Billerbeck, die der geologischen Billerbecker Verwerfung folgt und im Sattelbereich 131 m misst. Unmittelbar daran sich westlich anschließend liegt am Ostrand der Höhen das NSG Waldgebiet Hengwehr und Hanloer Mark (173,11 ha).

### Teilhöhenzüge
Die B 525 zwischen Coesfeld und Darup separiert den bis 159,4 m hohen Südteil der Höhen, der Roruper Mark genannt wird, von Hengwehr und Hanloer Mark (bis 166 m, s. o.) im Nordosten, der sich westlich anschließenden Osthellermark und schließlich dem Coesfelder Berg (152 m) im Westen des Nordteils.